# Yankton
Yankton is een plaats (city) in de Amerikaanse staat South Dakota en is de zetelplaats van Yankton County. De stad is vernoemd naar de Yanktonstam van de Sioux en was tussen 1861 en 1883 de hoofdstad van het territorium Dakota.

## Demografie

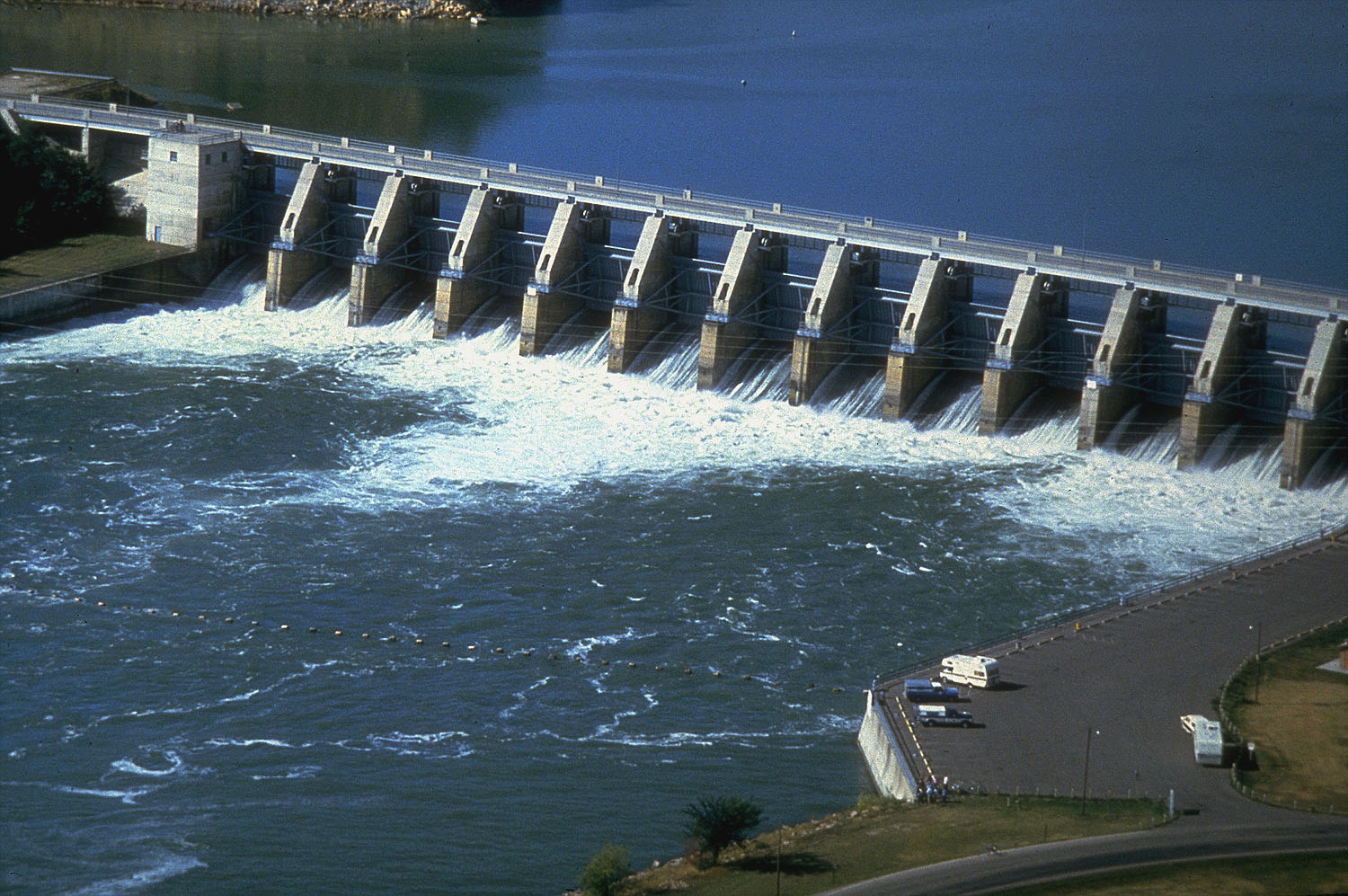
Gavins Point Dam nabij Yankton

Bij de volkstelling in 2000 werd het aantal inwoners vastgesteld op 13.528.
In 2006 is het aantal inwoners door het United States Census Bureau geschat op 13.767, een stijging van 239 (1,8%).

## Geografie
Volgens het United States Census Bureau beslaat de stad een oppervlakte van
20,7 km², waarvan 20,1 km² land en 0,6 km² water. Yankton ligt op ongeveer 415 meter boven zeeniveau. Yankton ligt aan de rivier de Missouri, niet ver stroomafwaarts van de Gavins Point Dam en Lewis and Clark Lake en net voor de monding van de James River in de Missouri. De Missouri heeft een belangrijke rol gespeeld bij de stichting en ontwikkeling van de stad, waardoor Yankton wel de River City wordt genoemd.

## Plaatsen in de nabije omgeving
De onderstaande figuur toont nabijgelegen plaatsen in een straal van 20 km rond Yankton.

## Geboren
- Charles Gemar (1955), astronaut
- Adam Vinatieri (1972), kicker